# Connaat water
Connaat water is een niet-meteorische vorm van grondwater. Het betreft interstitieel- of poriewater dat na de vorming van het sediment hierin is achtergebleven. Connaat water is meestal fossiel water dat "gevangen" is in slecht doorlatende mariene sedimenten (zoals zeeklei) en sedimentaire gesteenten en heeft daarom meestal een hoge saliniteit.
Het meeste grondwater betreft meteorisch water.